# Бликса колючесемянная
Бли́кса колючесемя́нная, или ёжесемянная (лат. Blýxa echinospérma) — водное растение; вид рода Бликса семейства Водокрасовые, к которому принадлежит также элодея. Родина — Юго-Восточная Азия, Австралия.

## Морфологическое описание
Бликса колючесемянная имеет узкие, полужёсткие, прозрачные, с сильной нервацией листья, растущие розеткой и образующие густые кустики.
Растение подводное, поднимающееся слегка над водой.

## Размножение и выращивание
Многочисленные белые расцветающие на поверхности цветки дают легко семена. Образующиеся семянки покрыты множеством тонких шипиков для прикрепления к шерсти животных или перьям птиц, отчего растение и называется также ёжесемянкой. Семена для сохранения своей всхожести требуют постоянного содержания в воде.
Растёт очень быстро, к составу грунта неприхотливо, но требует воды от +22 до +28 °C и, кроме того, регулярной смены воды. Хорошо размножается семенами.